# 菅原神社 (伊賀市)

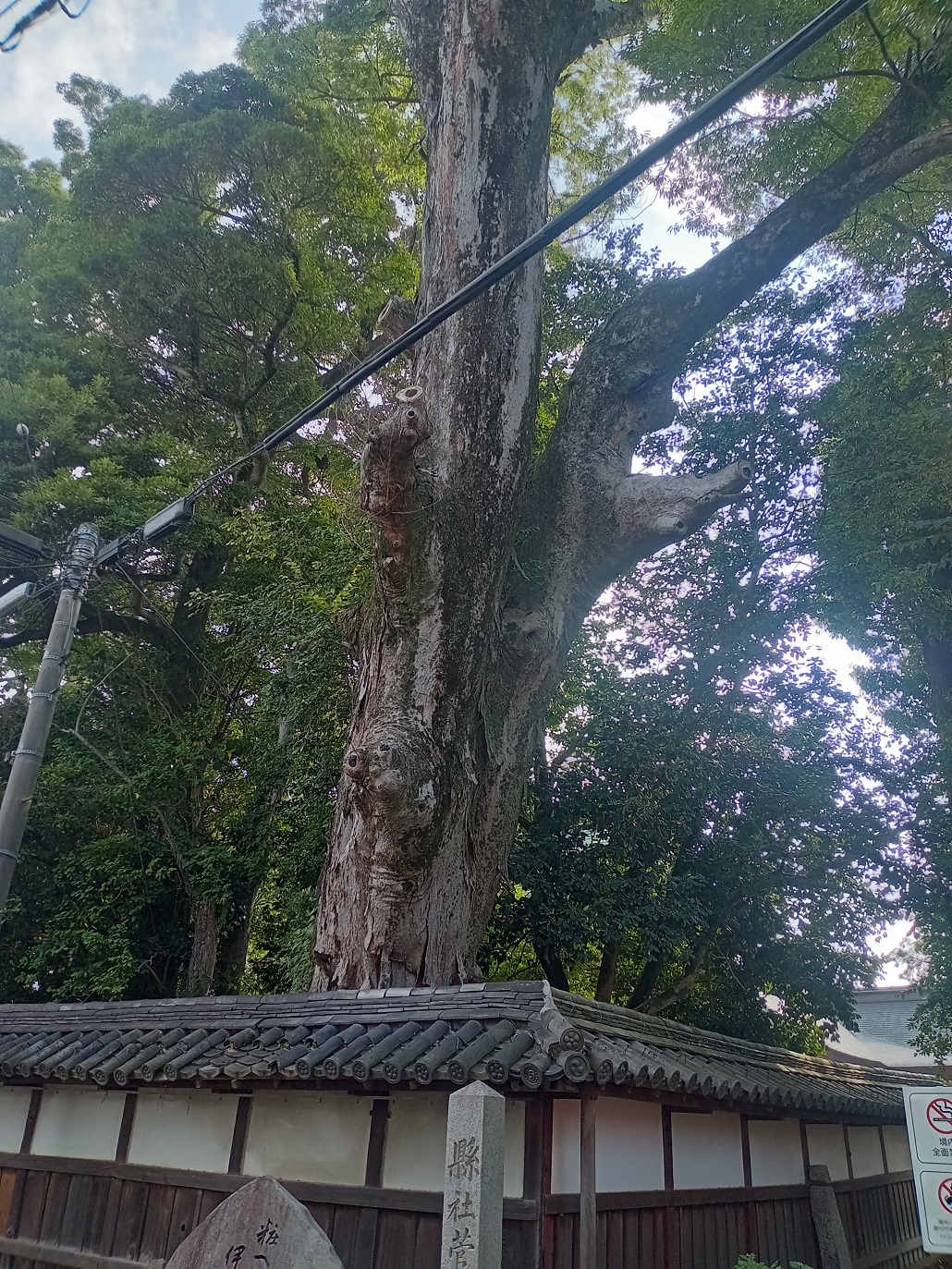
二度芽のケヤキ

菅原神社（すがわらじんじゃ）は、三重県伊賀市にある神社。

## 概要
上野天神宮（うえのてんじんぐう、通称：お天神さん、天神さん）と呼ばれ、菅原道真公を主神とする神社である。旧上野町六千戸の産土神として、また文学の祖神あるいは牛馬の守護神として崇敬されている。往古、上野平楽寺の伽藍神で、農耕神祇（のうこうじんぎ）に発祥する神々を祀る神社だったが、天正9年（1581年）天正伊賀の乱の後、藤堂高虎による城下町建設の際この地に奉還され城郭鎮守として祀られた。
毎年10月23日～25日に行われる上野天神祭は、神輿の渡御に供奉（ぐぶ）する百数十体の鬼行列や、雅調豊かな祭ばやしを奏でながらこれに続く9基のだんじり（楼車）に、400年の伝統を伝え、国の重要無形民俗文化財に指定されている。また、楼門と鐘楼は三重県指定有形文化財に指定されている。「史跡貝おほひ奉納の社」は伊賀市指定史跡に指定されている。
なお、当社は寛文12年（1672年）1月、俳諧に身を立てることを決意した俳聖芭蕉翁がその処女作『貝おほい』1巻を社前に奉納されて自らの文運を祈願した場所でもある。

## 文化財

##### 三重県指定文化財
- 楼門・鐘楼

##### 伊賀市指定文化財
- 銅鐘
- 鏡及び古墳出土品
- 三十六歌仙扁額36面
- 算額
- 貝おほひ奉納の社　伊賀市指定史跡
- 二度芽のケヤキ　伊賀市天然記念物

## 火災
平成22年（2010年）7月1日夜、拝殿が火災のため全焼した。原因は不明。火災後、嘉永7年（1854年）に地元出身の商人・喰代（ほうじろ）屋庄右衛門が奉納し、拝殿に掲げられていた算額（縦82センチ・横173センチ、伊賀市指定有形民俗文化財）が、破損しながらも焼失を免れた状態で焼け跡から発見されている。
翌年7月12日に再建のための地鎮祭が行われ、平成24年（2012年）9月に新拝殿が完成した。なお算額は、神社の蔵で保管された後、修復を経て令和4年（2022年）に再び拝殿へ戻された。

## 境内

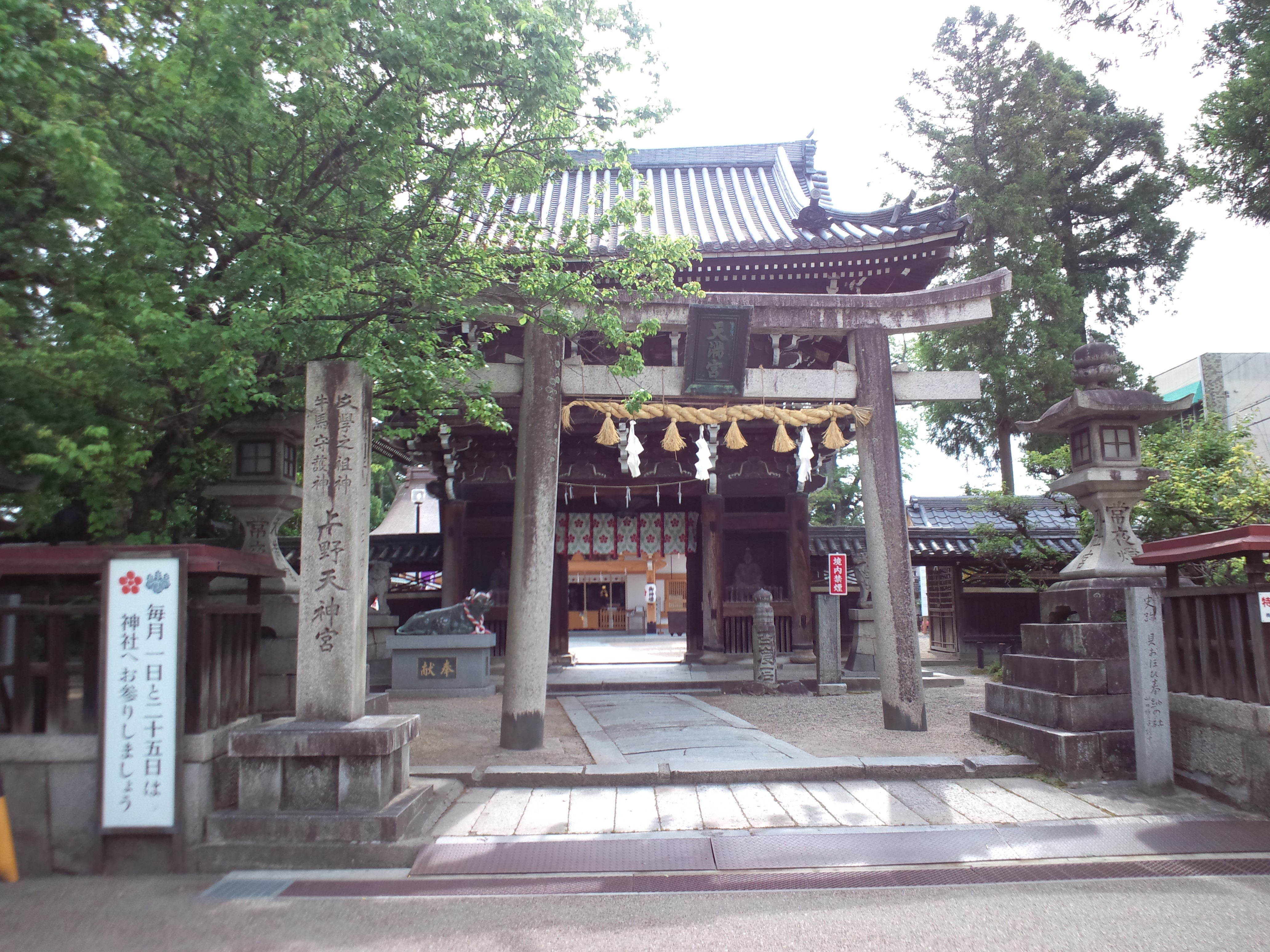
入口石鳥居
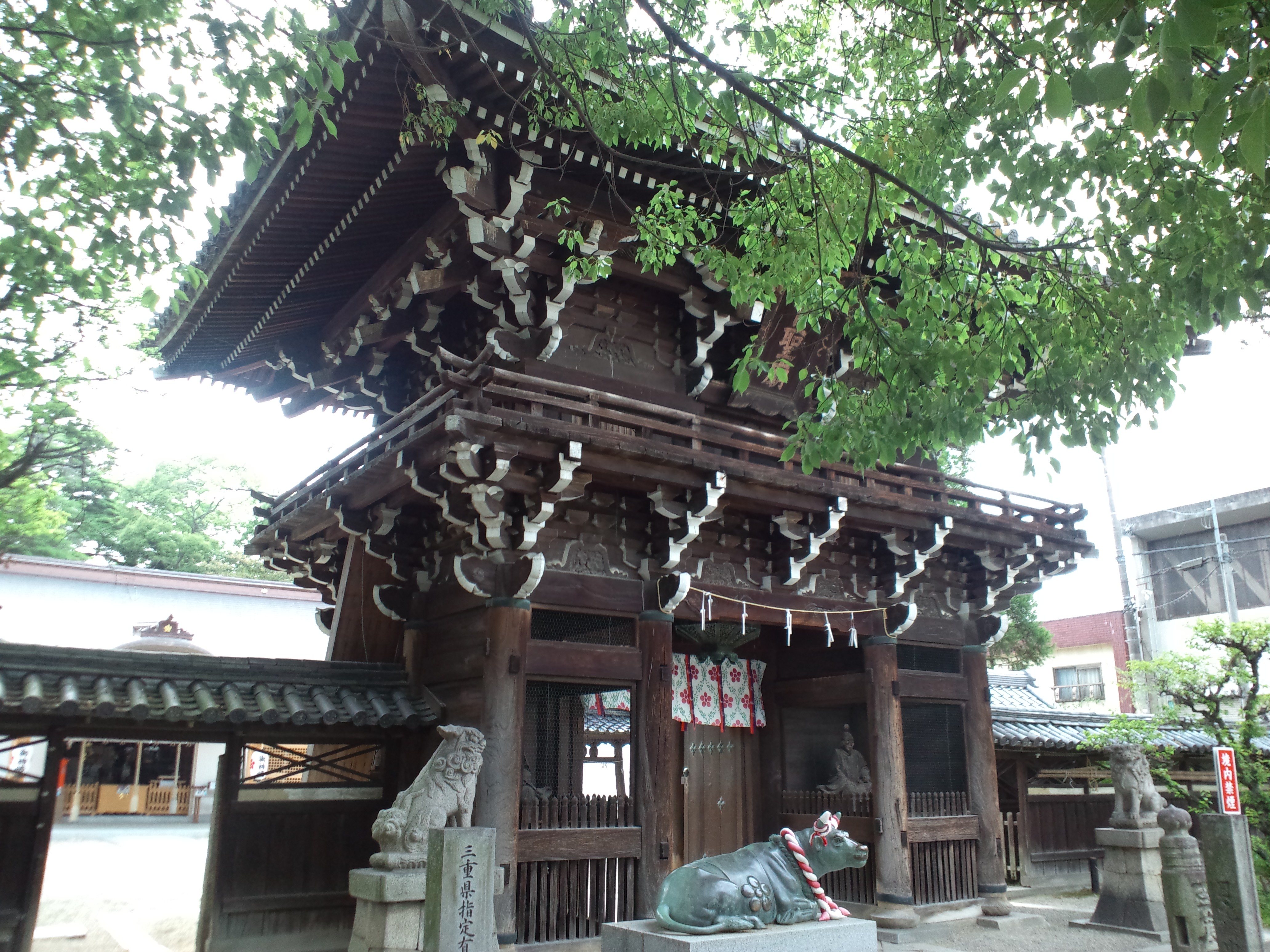
楼門（県指定有形文化財）
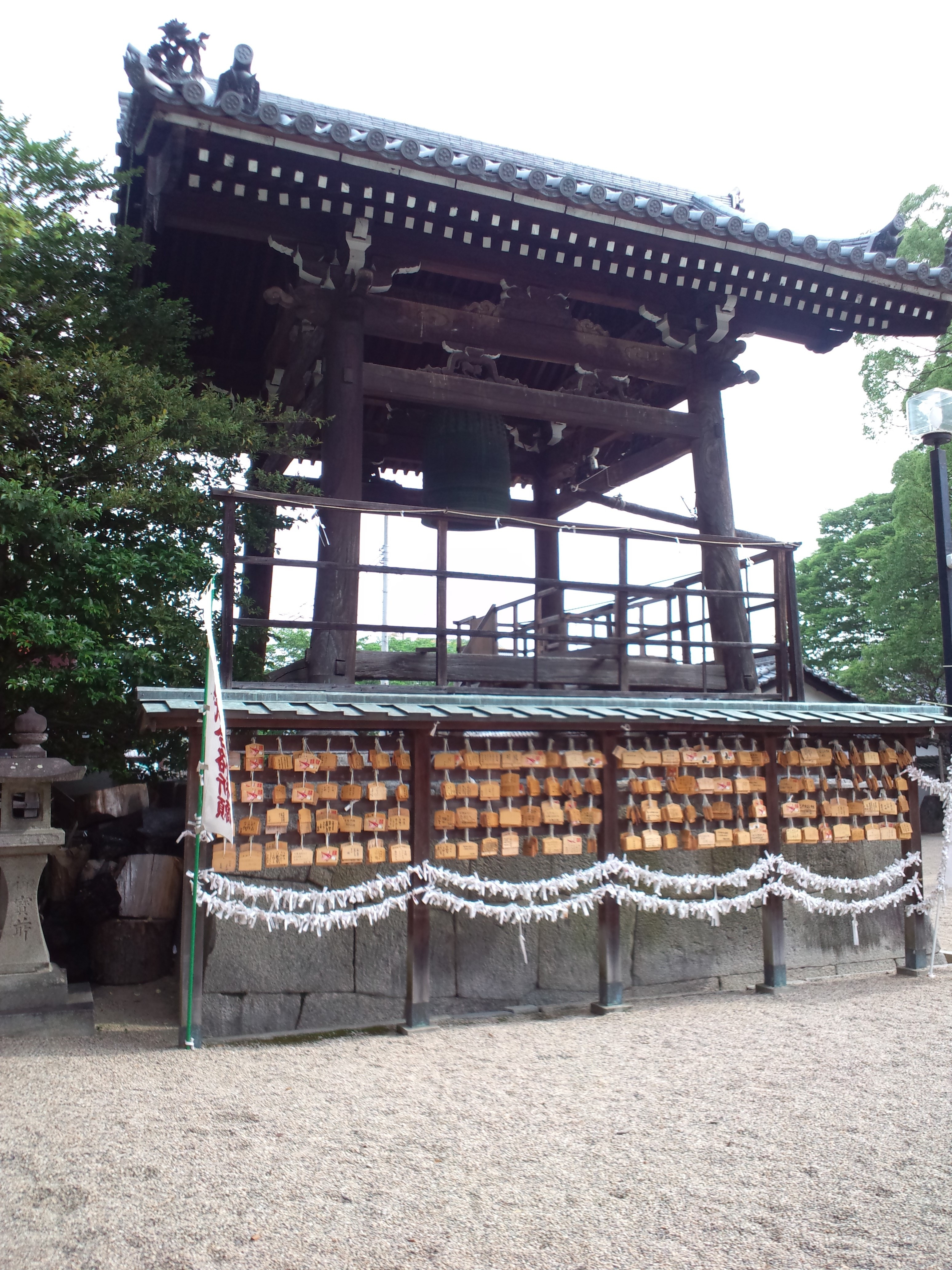
鐘楼（県指定有形文化財）
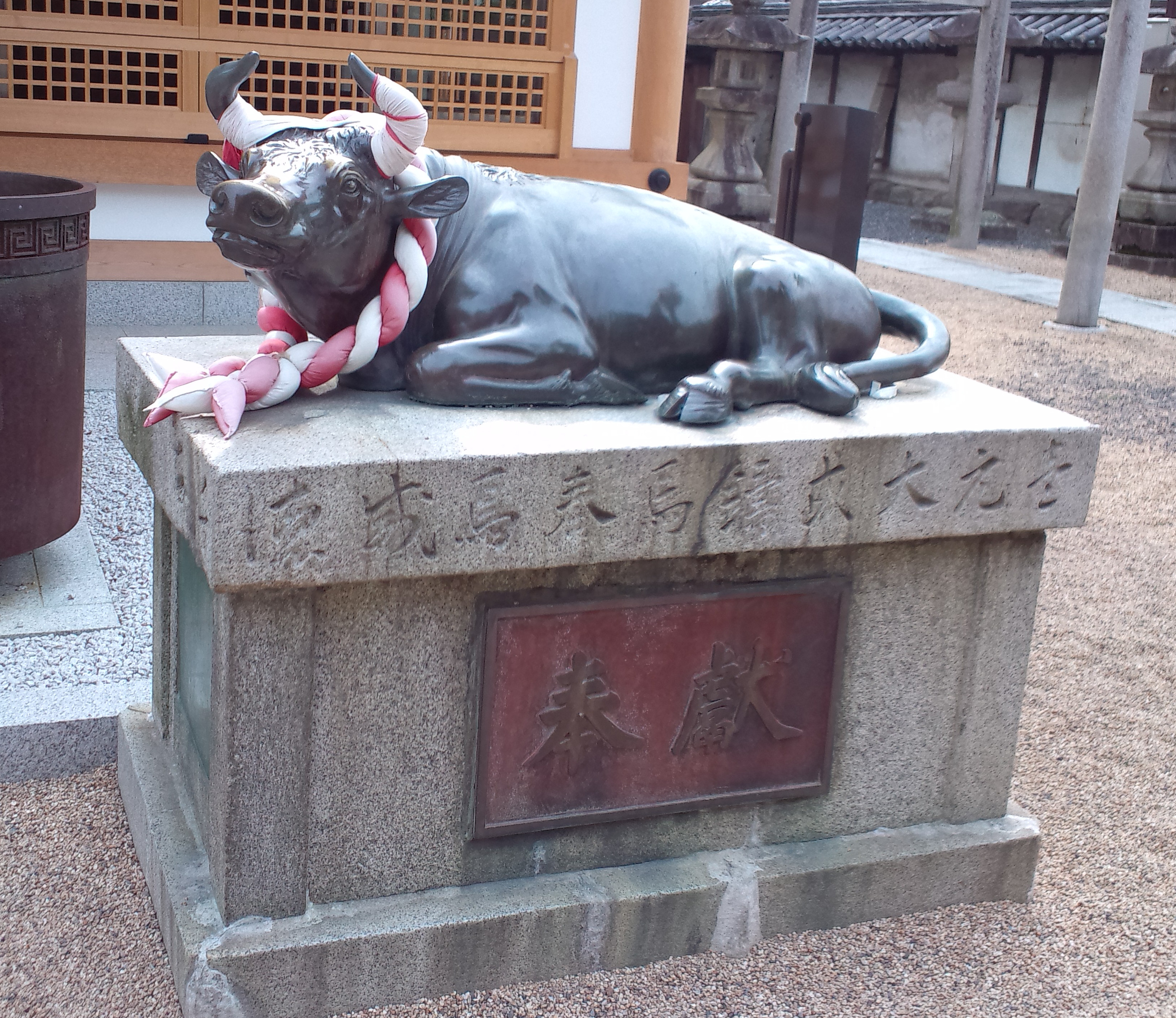
臥牛像
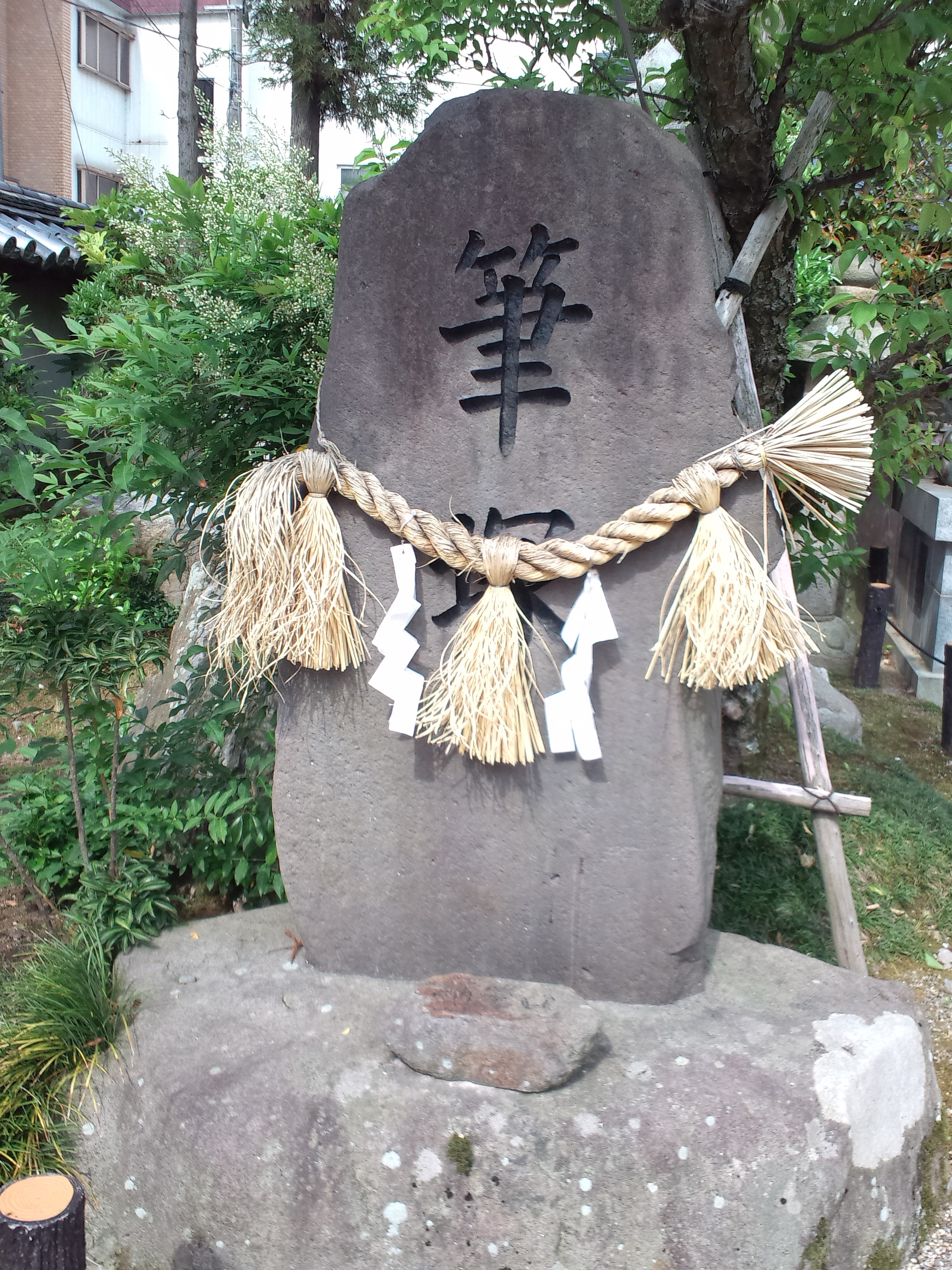
筆塚

## 交通アクセス
- 伊賀鉄道伊賀線 広小路駅より徒歩で約3分。